# 11. podmorniška flotilja (Wehrmacht)
Za druge 11. flotilje glejte 11. flotilja.
11. podmorniška flotilja je bila bojna podmorniška flotilja v sestavi Kriegsmarine med drugo svetovno vojno.

## Baze
- maj 1942 - maj 1945: Bergen

## Podmornice
Razredi podmornic
- VIIC, VIIC41, VIID, IXC/40, XB, XXI in XXIII

Seznam podmornic
- U-88, U-117, U-209, U-212, U-218, U-244, U-246, U-248, U-251, U-255, U-269, U-275, U-278, U-285, U-286, U-290, U-293, U-294, U-295, U-296, U-297, U-299, U-300, U-302, U-307, U-309, U-312, U-313, U-314, U-315, U-318, U-321, U-322, U-324, U-325, U-326, U-327, U-328, U-334, U-339, U-344, U-347, U-354, U-355, U-361, U-363, U-376, U-377, U-378, U-394, U-396, U-399, U-400, U-403, U-405, U-408, U-419, U-420, U-425, U-426, U-427, U-435, U-436, U-456, U-457, U-467, U-470, U-472, U-480, U-482, U-483, U-485, U-486, U-586, U-589, U-591, U-592, U-601, U-606, U-622, U-625, U-629, U-636, U-639, U-644, U-646, U-650, U-657, U-663, U-674, U-680, U-681, U-682, U-683, U-703, U-711, U-713, U-716, U-722, U-735, U-764, U-771, U-772, U-773, U-774, U-775, U-778, U-825, U-826, U-867, U-901, U-905, U-907, U-926, U-927, U-956, U-957, U-963, U-965, U-978, U-987, U-990, U-991, U-992, U-994, U-1002, U-1003, U-1004, U-1005, U-1006, U-1009, U-1010, U-1014, U-1017, U-1018, U-1019, U-1021, U-1022, U-1023, U-1024, U-1051, U-1053, U-1055, U-1058, U-1063, U-1064, U-1104, U-1107, U-1109, U-1163, U-1165, U-1169, U-1171, U-1172, U-1195, U-1199, U-1200, U-1202, U-1203, U-1206, U-1208, U-1209, U-1231, U-1272, U-1273, U-1276, U-1277, U-1278, U-1279, U-1302, U-2321, U-2322, U-2324, U-2325, U-2326, U-2328, U-2329, U-2330, U-2334, U-2335, U-2502, U-2503, U-2506, U-2511, U-2513, U-2518, U-3008

## Poveljstvo
Poveljnik
- Kapitan fregate Hans Cohausz (maj 1942 - december 1944)
- Kapitan fregate Heinrich Lehmann-Willenbrock (december 1944 - maj 1945)